# ケプラーの法則

ケプラーの法則を動画で示した図。

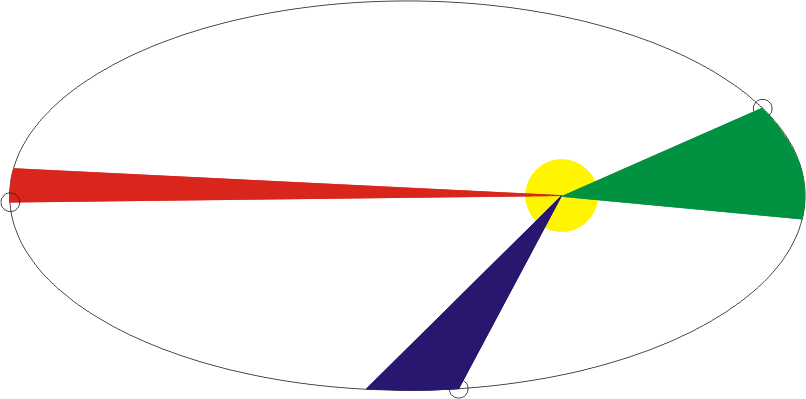
緑色の観測範囲は近い位置にいる為角度の変化が大きく、赤色の観測範囲は遠い位置にいる為角度の変化が小さく、紺色の観測範囲は角度の変化が緩やかに増える。その角度の変化を計測することで、ケプラーの法則が成り立つ。

ケプラーの法則（ケプラーのほうそく）は、ドイツの天文学者ヨハネス・ケプラーによって発見された惑星の運動に関する法則である。

## 法則
ケプラーは、ティコ・ブラーエの観測記録から、太陽に対する火星の運動を推定し、以下のように定式化した。

Figure 1: ケプラーの第1法則（楕円軌道の法則）。太陽が楕円の焦点のひとつ。

第1法則（楕円軌道の法則）
惑星は、太陽を焦点のひとつとする楕円軌道上を動く。
太陽の位置を原点に取り、太陽と惑星の距離 r、 真近点角 θ をパラメータとする極座標では、惑星の軌道は次の式で与えられる。
{\displaystyle r={\frac {p}{1+\varepsilon \,\cos \theta }}.}
ここで、 p は半通径(semi-latus rectum)、ε は楕円の離心率である。ただし 0 ≦ ε ＜ 1 であり、ε = 0 のとき、太陽中心の円軌道を表す。
第2法則（面積速度一定の法則）
惑星と太陽とを結ぶ線分が単位時間に掃く面積（面積速度）は、一定である。
第3法則（調和の法則）
惑星の公転周期の2乗は、軌道長半径の3乗に比例する。
先に、第1法則および第2法則が発見されて1609年に発表され、後に、第3法則が発見されて1619年に発表された。

## 法則の意味するもの
第1法則は、惑星の軌道が真円ではなく楕円であることと、太陽の位置は楕円の中心ではなく焦点の1つであることを述べている（もう片方の焦点には何もない）。また、惑星の軌道が太陽を含む一平面上であることも暗に意味している。後のニュートン力学では、中心力の作用する2体問題の解として、束縛運動であるならば楕円運動になることが示される。
楕円運動の発見のエピソードとして、当時、惑星の運動は円であると信じられていたが、それに従わない火星のデータをティコ・ブラーエが困ってケプラーに担当させたため、との話がある。
第2法則は、太陽に近いところでは惑星は速度を増し、太陽から遠いところでは惑星は速度を落とすことを意味している。これは、惑星が軌道上を移動する際の面積速度が一定である事を意味し、「面積速度一定の法則」と呼ばれる事も有るが、面積速度とは、惑星の位置ベクトルと速度ベクトルの外積に他ならず、ニュートン力学における、角運動量保存の法則に相当する。
第3法則は、公転周期の長さは楕円軌道の長半径のみに依存して決まることを意味する。楕円軌道の離心率に依存しないので、楕円軌道の長半径が同じであれば、円運動でも楕円運動でも周期は同じになる。この法則も後のニュートン力学で導ける。
ケプラーの法則に従う運動をケプラー運動ともいう。

## 科学史における意義
ケプラーの法則は、天動説に対する地動説の優位を決定的なものにした。ニコラウス・コペルニクスによって地動説が唱えられて以降も、地動説に基づく惑星運動モデルは、従来の天動説モデルと比べ、実用上必ずしも優れたものではなかった。
しかしケプラーの法則の登場により、地動説モデルは天動説モデルよりも、はるかに正確に惑星の運動を記述することが可能になった。ケプラーの法則の発見は、地球含む惑星の軌道の形が真円ではないことを裏付けた。
また、惑星の軌道を楕円形であるとした第1法則は、天体は真円に基づく運動をするはずであるという、古代ギリシア以来の常識を打ち破るものでもあった。
江戸時代の日本の天文学者、麻田剛立は第3法則に類似した法則を独自に発見し、『五星距地之奇法』の中に記述を残している。

## 万有引力の法則との関係
アイザック・ニュートンは、自分が発見した運動の法則と、このケプラーの法則などを元に万有引力の法則を導き出した。一方、ケプラーの法則は万有引力の法則を、惑星のポテンシャルエネルギーと運動エネルギーの和が負である（すなわち、惑星が無限遠まで飛んでいかない）という条件の下、太陽の質量に比べ惑星の質量が十分小さい（すなわち、太陽は静止していると見なせ、惑星間の相互作用は無視できる）という近似を行って解くことによって導くことができる。ケプラーが太陽系の惑星の運動について述べたことは、ある質点とその周囲を回るそれに比べて十分に質量の小さな質点という、2つの任意の質点間に対しても同様に成り立つことが分かる。
したがって、ケプラーの法則は、太陽と惑星の間だけでなく、惑星と衛星（あるいは人工衛星）などの間でも成立する。
なお、第2、第3法則は二つの質点の質量が同程度でも成立する。このことから、第3法則と万有引力の法則を利用して連星系の主星と伴星、太陽と惑星、二重惑星、惑星と衛星などの質量の和も求めることもできる。軌道長半径 （質量が同程度の場合は連星間距離）を a、公転周期を P、主星の質量を M、伴星の質量を m、万有引力定数を G とすれば、これらの関係は次のようになる。
{\displaystyle {\frac {a^{3}}{P^{2}}}=G{\frac {M+m}{4\pi ^{2}}}.}